# Castillo de Chillingham
El castillo de Chillingham es un castillo medieval que se encuentra en el pueblo de Chillingham, en el condado de Northumberland, cerca de la frontera entre Inglaterra y Escocia.
Fue la residencia de las familias Grey y Bennett (más tarde condes de Tankerville), desde el siglo XV hasta la década de 1980, cuando se convirtió en la residencia de Sir Edward Humphry Tyrrell Wakefield, segundo baronet, que está casado con un miembro de la familia Grey original.
En los terrenos del castillo hay un gran parque cerrado, donde vive el ganado salvaje de Chillingham, una raza rara, compuesta por unas 130 cabezas de ganado blanco.
El castillo es un edificio protegido, catalogado como de Grado I. Además del castillo en sí, varias estructuras en los terrenos del castillo están catalogadas como Grado II en la Lista del Patrimonio Nacional de Inglaterra. Es el caso de la Logia Oeste y la entrada, el muro del jardín al oeste, la entrada y el muro del jardín al norte, la entrada y el muro del jardín al sureste, y el muro del jardín hacia el oeste. Un par de urnas en el Jardín Italiano también están catalogadas como Grado II.

## Historia
El castillo originalmente era un monasterio a finales del siglo XII. En 1298, el Rey Eduardo I o "Eduardo Zanquilargo", permaneció en el castillo durante su camino a Escocia para combatir a la armada escocesa liderada por William Wallace. Se instaló una ventana para el Rey en su habitación, un hecho excepcional que raramente ocurría en estos edificios.
El castillo ocupaba una posición estratégicamente muy importante en la época medieval: se encontraba en la frontera entre dos naciones feudales. Se usó como punto de partida para las tropas inglesas que entraban en Escocia, pero también fue repetidamente atacado y sitiado por las tropas escocesas y asaltado en las partes que daban al sur. El lugar contiene un foso, y en algunas partes las fortificaciones eran de 3,6 metros de grosor.
El edificio sufrió una serie de mejoras, y en 1344 el Rey Eduardo III dio licencia al castillo para poder construir almenas, esto mejoró de manera efectiva la fortaleza del castillo transformándolo en un castillo fortificado plenamente, de forma cuadrangular.
En 1617, Jacobo I, el primer rey de Inglaterra y Escocia, permaneció en el castillo durante un viaje que realizó entre sus dos reinos. A medida que las relaciones entre los dos países se iba haciendo cada vez más pacífica debido a la unión de las dos coronas, la necesidad de fortaleza militar en la zona decayó. El castillo fue transformado gradualmente; el foso se llenó, y las almenas se transformaron en alas residenciales. Se construyeron un salón de banquetes y una biblioteca.
En los siglos XVIII y XIX los terrenos se convirtieron en un paisaje natural, modificado por los trabajos llevados a cabo por sir Jeffry Wyatville. En los terrenos adyacentes al castillo, ahora bajo propiedad separada, vive el famoso ganado salvaje de Chillingham, uno de los últimos rebaños de ganado salvaje que quedan en el mundo, cuyo acervo genético está tan aislado que hace que cada animal sea esencialmente un clon genético.
Durante la II Guerra Mundial el castillo se usó como cuartel. Durante este tiempo, se dice que la mayor parte de las maderas decorativas fueron arrancadas y quemadas por los soldados que allí vivían. Tras la guerra el castillo empezó a caer en mal estado. El plomo del tajado fue retirado y esto causó graves daños al edificio debido al clima. En la década de 1980, el castillo fue comprado por sir Humphry Wakefield, II barón, cuya mujer Catherine en un descendiente remoto de la familia Grey de Chillingham. Así que se inició una minuciosa restauración del castillo. El castillo ahora es administrado como una casa de campo-hotel por los Wakefield.
El castillo y la finca permanecieron vinculados a los Condes de Tankerville hasta que Peter Bennett, décimo conde de Tankerville, sucedió a su predecesor en 1980. Poco después, la propiedad se dividió y se vendió.
En 1982 el castillo fue comprado por Sir Humphry Wakefield, segundo baronet, cuya esposa Catherine desciende de los Grey de Chillingham, y Wakefield emprendió una minuciosa restauración del castillo.
En 1997, el castillo se utilizó como lugar de rodaje de la película Elizabeth, haciendo las veces del castillo de Leith y su pabellón de caza. Las chimeneas de fibra de vidrio de la película permanecen en el gran salón, cubriendo las chimeneas de mármol blanco del siglo XVIII de la demolida Wanstead House en el este de Londres.
Desde 2020, algunas secciones del castillo están abiertas al público, incluso para recorridos nocturnos de fantasmas, y ocho apartamentos dentro del castillo y sus dependencias están disponibles para alquiler vacacional.

## Los fantasmas de Chillingham
El fantasma más famoso del castillo es el "chico azul", que según los propietarios solía encantar la Habitación Rosa del castillo. Los inquilinos dicen haber visto flases azules y un halo de luz azul sobre sus camas tras un fuerte aullido. Se dice que estas apariciones cesaron después de que los trabajos de remodelación revelaran los cuerpos de un hombre y un joven atrapados dentro de un muro de tres metros de grosor. Los propietarios dicen que también habitan la casa los fantasmas de John Sage, un antiguo torturador, y de Lady Mary Berkeley.
El otro fantasma famoso es el "Muchacho Triste", cuyos gritos de agonía resuenan a medianoche a través de un pasaje interior del castillo, cerca de una moderna dependencia de buffet autoservicio con que cuenta hoy la residencia. Se dice que en la habitación contigua, después de oírse los gritos, una luz tenue rodea una cama con dosel y aparece una imagen del muchacho durante unos segundos. Hace unos años se descubrieron los huesos del muchacho ocultos tras una pared en una habitación contigua a donde suelen producirse los ruidos fantasmagóricos.

## El castillo en la literatura
En la novela La novia de Lammermoor, de Sir Walter Scott (1819), el castillo de Chillingham se señala como último refugio para una antigua raza de ganado escocés.
El castillo y el ganado sirvieron de inspiración para The Beasts of Clawstone Castle (Las bestias del castillo de Clawstone), un libro para niños de Eva Ibbotson, publicado en 2005.
El castillo de Chillingham también es el escenario de Ryan’s Christmas (La Navidad de Ryan), una novela de misterio y asesinatos de LJ Ross (2019).